# Pardosa izabella
Pardosa izabella är en spindelart som beskrevs av Chamberlin och Ivie 1942. Pardosa izabella ingår i släktet Pardosa och familjen vargspindlar.
Artens utbredningsområde är Guatemala. Inga underarter finns listade i Catalogue of Life.